# Corte Palasio
Corte Palasio (lombardul: Curt Palàsi) település Olaszországban, Lombardia régióban, Lodi megyében. Lakosainak száma 1525 fő (2023. január 1.). Corte Palasio Abbadia Cerreto, Cavenago d’Adda, Dovera, Lodi, San Martino in Strada és Crespiatica községekkel határos.

## Népesség
A település lakossága az elmúlt években az alábbi módon változott:
| Lakosok száma | 1190 | 1493 | 1597 | 1550 | 1546 | 1537 | 1525 |
|               | 1991 | 2001 | 2010 | 2011 | 2017 | 2018 | 2023 |